# Ficus sciaphila
Ficus sciaphila là một loài thực vật có hoa trong họ Moraceae. Loài này được Corner mô tả khoa học đầu tiên năm 1970.